# Monowai (Schiff, 1925)
Die Monowai (II) war ein 1925 in Dienst gestelltes Passagierschiff, das zunächst der britischen Peninsular and Oriental Steam Navigation Company (P&O) und ab 1930 der neuseeländischen Reederei  Union Steam Ship Company gehörte. Von 1940 bis 1946 diente sie als alliierter Hilfskreuzer und Landungsschiff. Nach dem Krieg wieder als Passagierschiff unter neuseeländischer Flagge genutzt, wurde das Schiff 1960 in Hongkong verschrottet.

## Das Schiff
Das 10.602 BRT große Dampfschiff wurde 1924 bei Harland & Wolff Heavy Industries Ltd. in Greenock, einer Außenstelle der Belfaster Werft Harland & Wolff, für die Peninsular and Oriental Steam Navigation Company gebaut. Das 158,19 Meter lange und 19,25 Meter breite Schiff hatte zwei Schornsteine, zwei Masten und zwei Propeller. Die Razmak wurde von vierzylindrigen Vierfachexpansions-Dampfmaschinen und Bauer-Wach-Abdampfturbinen angetrieben, die 14.740 bhp (maximal 16.150 bhp) leisteten. In den Kesselräumen waren zwei Einender- und vier Doppelender-Scotch-Dampfkessel installiert, die mit Kraftstoff befeuert wurden.
Die Razmak wurde für den Passagier- und Postverkehr von Großbritannien nach Indien (Indies Mail and Passenger Service) gebaut und mit einem geraden Steven und einem elliptischen Heck versehen. Auf drei Decks war Platz für 142 Passagiere in der Ersten, 142 in der Zweiten und 108 in der Dritten Klasse. Die luxuriös ausgestatteten Aufenthaltsräume der Ersten Klasse, darunter der Salon, der Musiksalon, die Lounge, der Rauchsalon und das Verandacafé, befanden sich im vorderen Teil des Brückendecks. Im achteren Teil desselben Decks lagen der Musiksalon, das Verandacafé und der Rauchsalon der Zweiten Klasse.
Auf dem darunter liegenden Hauptdeck war mittschiffs der Speisesaal der Zweiten Klasse untergebracht. Weiter vorn, getrennt von den Pantry- und Küchenräumen, lag der Speisesaal der Ersten Klasse mit 146 Plätzen. Der Raum, der sich über die gesamte Schiffsbreite erstreckte, verfügte über 24 Fenster, durch die Tageslicht und frische Luft hereingelassen werden konnten. Drei Viertel des Oberdecks wurden von großen Erste-Klasse-Kabinen eingenommen, die für je eine oder zwei Personen ausgelegt waren und je über ein privates Badezimmer verfügten. Das Ventilationssystem des Schiffs versorgte sämtliche Räumlichkeiten mit frischer Luft.

## Dienstzeit alsRazmakbei P&O
Am 16. Oktober 1924 lief das Schiff bei Harland & Wolff Heavy Industries Ltd. in Greenock vom Stapel wurde auf den Namen Razmak getauft. Die Taufzeremonie wurde von Jean Paterson Shanks, Baroness Inchcape vollzogen, der Ehefrau von James Mackay, 1. Earl of Inchcape, dem Vorsitzenden von P&O. Der Name war der gleichnamigen Festungsstadt in Wasiristan im Nordwesten Indiens (heute Pakistan) entlehnt.
Am 26. Februar 1925 wurde das Schiff fertiggestellt; kurz danach fanden in der Belfast Lough die Probefahrten statt. Nachdem diese erfolgreich abgeschlossen wurden, wurde die Razmak der Reederei in Vertretung ihres Geschäftsführers Frank Ritchie übergeben. Am 13. März 1925 legte die Razmak in London zu ihrer Jungfernfahrt nach Bombay via Marseille und Sues ab. Am 10. April 1925 begann in Bombay die Rückfahrt. Unter den Passagieren dieser Fahrt war Earl Reading, der Generalgouverneur und Vizekönig von Indien.
Am 25. November 1925 empfing sie im Indischen Ozean ein Notsignal des französischen Kanonenboots Alerte, das um Kühlwasser für seine Kessel bat. Die Razmak kam längsseits der Alerte und gab 20 Tonnen Kühlwasser ab. Am 18. Juli 1930 wurde der Dampfer in London aufgelegt, da P&Os Mittelmeerservice aufgrund steigender Konkurrenz durch andere Linien an Popularität verloren hatte.

## AlsMonowaider Union SS Co.
Im August 1930 wurde das Schiff von der Union Steam Ship Company aus Neuseeland übernommen, die einen Ersatz für ihren Passagierdampfer Tahiti benötigte, der 400 Meilen vor Rarotonga am 17. August 1930 gesunken war. Die Union Steam Ship Company war seit 1917 Teil der P&O-Gruppe. Am 3. Oktober 1930 lief die Razmak zum letzten Mal für P&O in London zu einer Fahrt nach Bombay und Colombo via Gibraltar, Marseille und Sues aus. Mitte November traf sie im neuseeländischen Wellington ein. Dort wurde sie den Vorstellungen der neuen Eigner entsprechend umgebaut und in Monowai umbenannt. Sie war das zweite Schiff der Union Steam Ship Company, das diesen Namen erhielt. Die Passagierunterkünfte wurden für 224 Salonpassagiere, 69 Zweite-Klasse-Passagiere und 205 Passagiere in der Touristenklasse ausgelegt.
Das Schiff wurde strukturell stabilisiert und mit Geschützstellungen versehen, die zu diesem Zweck nach Neuseeland verschifft und in Devonport eingelagert worden waren. Der ehemalige Kapitän der gesunkenen Tahiti, A. T. Toten, wurde zum neuen Schiffsführer der Monowai ernannt. Am 2. Dezember 1930 lief die Monowai in Wellington zu ihrer ersten Fahrt unter neuseeländischer Flagge nach Vancouver via Cookinseln, Pago Pago, Tahiti, Honolulu uns San Francisco aus. Am 25. Januar 1931 lief sie wieder in Wellington ein. Sie hatte auf dieser Fahrt den im November 1930 aufgestellten Rekord der Malolo der Matson Line um eine Stunde und acht Minuten unterboten und die Reise bei einer durchschnittlichen Reisegeschwindigkeit von 18,34 Knoten zurückgelegt.
Im Jahr 1932 unternahm die Monowai fünf Rundfahrten von Wellington nach San Francisco unter der Charter der Union Royal Mail Line. Unter den Passagieren dieser Rundfahrten war unter anderem eine neuseeländische Parlamentsdelegation unter Leitung des Finanzministers Joseph Gordon Coates auf der Rückkehr von einer Konferenz in Ottawa, das neuseeländische Team für die Olympischen Sommerspiele 1932 sowie der australische Cricketprofi Donald Bradman. Am 24. November 1932 wurde die Monowai auf die transtasmanische Route von Wellington nach Sydney verlegt, da sie auf ihrer bisherigen Route von der neuen Maunganui ersetzt wurde. Neuer Kapitän wurde Arthur Henry Davey.
Im März 1933 brach sie den seit 26 Jahren bestehenden Rekord der Maheno auf der Strecke von Sydney nach Wellington, als sie die Fahrt innerhalb von zwei Tagen, 15 Stunden und 35 Minuten bei einer durchschnittlichen Geschwindigkeit von 19,84 Knoten zurücklegte. Ab Mai 1933 machte sie noch einmal zwei Überfahrten nach Vancouver, da die Aorangi und die Niagara, die diese Route nun bedienten, einer Generalüberholung unterzogen wurden. Im Oktober desselben Jahres nahm sie ihren Dienst auf der transtasmanischen Route wieder auf.
Von 1933 bis zum Ausbruch des Zweiten Weltkriegs wurde die Monowai jedes Jahr von Dezember bis März für Kreuzfahrten genutzt, die sie entweder von Wellington und Auckland zur neuseeländischen Nordinsel und in den Hauraki Gulf oder von Sydney und Melbourne zu den Fjorden der neuseeländischen Südinsel führte. Auf einer Fahrt im Februar 1934 geriet die Monowai vor der Küste von New South Wales in einen Sturm, der als der heftigste in der Region seit über 20 Jahren beschrieben wurde. Gewaltige Brecher schlugen Fenster von Kabinen auf dem A-Deck und Scheiben des Rauchsalons der Ersten Klasse ein. Auf dieser Fahrt war auch Alexander Shaw, 2. Baron Craigmyle, der neue Vorsitzende von P&O, an Bord.

## Einsatz im Zweiten Weltkrieg
Am 21. Oktober 1939 wurde die Monowai von der Royal Navy für den Kriegseinsatz angefordert und anschließend in der Devonport Naval Base in Devonport in einen bewaffneten Hilfskreuzer (Armed Merchant Cruiser) umgewandelt. Am 30. August 1940 wurde sie offiziell in Dienst gestellt und erhielt die taktische Kennung F59. Zur Bewaffnung des Schiffs gehörten neben Maschinengewehren und Wasserbomben acht 6-Inch-Kanonen, sechs 20-mm-Geschütze und zwei Flugabwehrkanonen. In den kommenden Jahren wurde sie hauptsächlich als Geleitfahrzeug für Frachter und Tanker, aber auch zum Transport neuseeländischer Truppenteile verwendet.
Am 16. Januar 1942 wurde die Monowai erfolglos von dem japanischen U-Boot I 20 angegriffen. Die Monowai eröffnete das Feuer auf das U-Boot, welches zum Alarmtauchen gezwungen war. Japanische Aufzeichnungen brachten später zutage, dass I 20 vier Torpedos abgefeuert hatte, die alle danebengegangen waren. Am 18. Juni 1943 übernahm das Ministry of War Transport (MoWT) die Kontrolle über die Monowai, um sie in ein Landing Ship, Infantry (LSI), ein Landungsschiff für die Infanterie, umzubauen. Zwischen Juni 1943 und Februar 1944 fand in Glasgow der Umbau statt. Das Schiff wurde mit komplett neuer Rüstung, Transportkapazitäten für 1800 vollständig ausgerüstete Soldaten und 20 Landing Craft Assaults (Landungsfahrzeugen) ausgestattet. Die Monowai kam unter anderem bei der Landung der Alliierten in der Normandie zum Einsatz.
In der Spätphase des Kriegs diente die Monowai als Transporter für Soldaten, Servicepersonal und Kriegsgefangene. Im Jahr 1945 zeigte das Schiff nach seinem jahrelangen Kriegseinsatz deutliche Abnutzungserscheinungen.

## Renovierung und Neuindienststellung
Im August 1946 entließ die britische Regierung die Monowai offiziell aus ihren Diensten. Die Union Steam Ship Company zeigte zunächst kein Interesse an der Überholung des Schiffs. Da aber der transtasmanische Linienverkehr schnellstmöglich wieder aufgenommen werden sollte, wurde die Monowai der Mort’s Dock & Engineering Company in Balmain (New South Wales) zur Instandsetzung übergeben. Fast das gesamte Interieur sowie der größte Teil der Maschinerie musste ausgetauscht werden. Die Passagierunterkünfte wurden ebenfalls neu arrangiert. Am 20. Dezember 1948 absolvierte die Monowai ihre Probefahrten nach dem Umbau und konnte am 19. Januar 1949 unter Kapitän Frank W. Young ihren Liniendienst wieder aufnehmen.
1956 stand eine weitere planmäßige Überholung an, nach der die Union Steam Ship Company eine Genehmigung für vier weitere Nutzungsjahre für die Monowai erhielt. Gleichzeitig stellte die P&O-Direktion den Bau eines Ersatzschiffs für den betagten Dampfer in Aussicht. Diese Entscheidung sollte der Union Steam Ship Company überlassen werden.  Da jedoch die zunehmende Konkurrenz durch den Luftverkehr deutlich spürbar war, entschied sich die Reederei, kein neues Schiff zu ordern und den transtasmanischen Schiffsverkehr nach dem Auslaufen der Vierjahresfrist der Monowai einzustellen.
Am 19. Mai 1960 legte die Monowai schließlich in Auckland zu ihrer letzten Fahrt über den Tasmansee ab. Am 2. Juni 1960 erfolgte noch eine letzte Pazifikkreuzfahrt, was die letzte Passagierfahrt des Schiffs war. Im darauffolgenden Juli wurde die Monowai für 165.000 Pfund Sterling zum Abbruch an die Far Fast Metal Industry Company aus Hongkong verkauft. Dort traf sie am 6. September 1960 ein. Sechs Tage später wurde sie durch die Kowloon Bay zum Abbruchdock von Ngautaukok geschleppt, wo die Verschrottung stattfand.